# Youssef Tabti
Youssef Tabti (* 1968 in Paris) ist ein französischer Konzeptkünstler mit algerischen Wurzeln. Er arbeitet vor allem mit Installationen.

## Leben
Youssef Tabti studierte in Paris und begann seine ersten Arbeiten 1992 im Museum Fabre in Montpellier mit Installationen und Fotografien. Aktuelle politische Themen sind in seinem künstlerischen Schaffen von großer Bedeutung. Er präsentierte seine Arbeiten in Ausstellungen in verschiedenen Ländern.

„Um gesellschaftliche Prozesse kreisen die interdisziplinären, oft kooperativ angelegten Projekte des französischen Künstlers algerischer Herkunft Youssef Tabti. Geboren in Paris, studierte er dort Kunstgeschichte und bildende Kunst, und lebt seit 1996 in Hamburg. In seinen Medien übergreifenden, von der eigenen multikulturellen Herkunft geprägten Arbeiten, die Sound-, Raum- und Video-Installationen, Fotografie, Texte und performative Aktionen umfassen, setzt er Recherchemethoden der Kartierung, der Dokumentation und des Archivierens zur kritischen Analyse und Reflexion von Geschichte(n) in geopolitischen, post-kolonialen und anderen gesellschaftlichen Umbruchsituationen ein. Der Künstler hat international Ausstellungen in mehr als 30 Ländern realisiert, unter anderem 2007 im Rahmen der Istanbul Biennale, 2009 anlässlich der 2. Triennale im Grand Palais Paris, sowie 2010 in Murcia, wo er am Parallelprogramm der europäischen Wanderbiennale Manifesta 8 teilnahm.“

## Ausstellungen (Auswahl)

### 2007
- 10th Internationale Istanbul Biennale, Projekt „Nightcomers“, Istanbul, Türkei
- Kunstverein Art-Cade, (im Rahmen des 50. Jubiläums der Partnerstädte Hamburg-Marseille)
- mit Sabine Mohr, Jochen Lempert, Michael Dörner, Thomas Rieck.
- 20th Instants Video, Rencontre International, Liége, Belgium
- Kunstverein Immanence, TRAM / Goethe-Institut Paris, Frankreich
- mit Jeanne Faust, Jörn Zehe, Volko Kamenski, Arne Bunk.

### 2008
- Asia Print Adventure’08. Otoineppu, Japan
- Kunstverein Hamburg, wir nennen es „Hamburg“
- Galerie du Tableau, Bernard Plasse, „Edvards Tag“ Marseille
- Künstlerhaus Lauenburg, Lauenburg/Elbe (Arbeitsstipendium)
- Galerie Montgrand „Gegenliebe/Amour réciproque“
- Literaturhaus Hamburg „Edvards Tag“ mit Alexander Häusser
- Deutsches Schauspielhaus Hamburg (Malersaal), Theaterakademie Hamburg,
- Video-Bühnenbild für die Oper „Polynymph“ von Jörg Lillich
- Kunsthaus (Vorauswahl, Hamburger Arbeitsstipendium für bildende Kunst 2008)

### 2009
- Art Fair at the Deauville Beach Resort Hotel / Basel Miami. U.S.A
- Literaturhaus Hamburg mit Alexander Häusser
- „La Force de l’art 02“, Le Grand Palais, Einladung von Tanc/Vincent, Paris
- Kunsthaus (Vorauswahl, Hamburger Arbeitsstipendium für bildende Kunst 2009)
- Literaturhaus Schleswig-Holstein mit Alexander Häusser
- Centre Culturel Français de Kiel „Edvards Tag“

## Preise und Stipendien
- 2021 Roger Willemsen Stiftung Hamburg, Deutschland
- 2020 Arbeitsstipendium für bildende Kunst der Freien und Hansestadt Hamburg
- 2015/2016/2017 Kulturakademie Tarabya in Istanbul Auswärtigen Amt, Deutschland.
- 2015: Residency at the Embassy of Foreign Artists Genf, Schweiz.
- 2013: Stiftung Künstlerdorf Schöppingen Nordrhein-Westfalen, Deutschland.
- 2013: ZK/U Zentrum für Kunst und Urbanistik Berlin, Deutschland.
- 2010: Altonale Kunstpreis 2010 Hamburg, Deutschland.
- 2008: Künstlerhaus Lauenburg/Elbe Schleswig-Holstein, Deutschland
- 1998/2001: Les Verrières. Résidences ateliers de Pont-Aven Bretagne, Frankreich
- 1995: Chateau de la Napoule Amerikanisch-Französische Stiftung Henry Clews, Frankreich